# Miguel Albarracín
Miguel Ángel Albarracín (Pergamino, 8 de junio de 1981) es un deportista argentino que compitió en judo.
Ganó dos medallas en los Juegos Panamericanos, en los años 2003 y 2007, y seis medallas en el Campeonato Panamericano de Judo entre los años 2001 y 2009.

## Palmarés internacional
| Juegos Panamericanos    | Juegos Panamericanos            | Juegos Panamericanos | Juegos Panamericanos |
| Año                     | Lugar                           | Medalla              | Categoría            |
| ----------------------- | ------------------------------- | -------------------- | -------------------- |
| 2003                    | Santo Domingo (Rep. Dominicana) | Medalla de bronce    | –60 kg               |
| 2007                    | Río de Janeiro (Brasil)         | Medalla de oro       | –60 kg               |
| Campeonato Panamericano |                                 |                      |                      |
| Año                     | Lugar                           | Medalla              | Categoría            |
| 2001                    | Córdoba (Argentina)             | Medalla de bronce    | –60 kg               |
| 2002                    | Santo Domingo (Rep. Dominicana) | Medalla de bronce    | –60 kg               |
| 2005                    | Caguas (Puerto Rico)            | Medalla de oro       | –60 kg               |
| 2007                    | Montreal (Canadá)               | Medalla de bronce    | –60 kg               |
| 2008                    | Miami (Estados Unidos)          | Medalla de plata     | –60 kg               |
| 2009                    | Buenos Aires (Argentina)        | Medalla de plata     | –66 kg               |